# كارباخو
بلدية كارباخو (بالإسبانية: Carbajo)‏، هي بلدية تقع في مقاطعة قصرش والتي تقع في منطقة إكستريمادورا، غرب إسبانيا.
يبلغ عدد سكانها 271 نسمة وفقاً لإحصائية سنة (2002).